# Anna Haava
Anna Haava, született Rosalie Haavakivi (Kodavere, 1864. október 15. – Tartu, 1957. március 13.) észt költőnő, műfordító.

## Élete
Apja észt gazdálkodó volt. Családja komoly jelentőséget tulajdonított lányaik megfelelő oktatásának. Anna Haava kezdetben a Pataste mõis birtokon, később Saare-Vanamõisa német nyelvű magániskolájában, majd 1878-tól Tartuban a Hoffmann magániskolában tanult. 1880 és 1884 közt a tartui felsőbb leányiskola növendéke volt, ahol tanítói oklevelet szerzett.
1894 és 1899 közt németországi egészségügyi intézményekben dolgozott, később a Berlin melletti Fürstenwalde diakonissza intézetében tevékenykedett. 1894-től 1899-ig oktató és ápoló volt Oroszországban, többek közt Szentpéterváron és Novgorodban. Külföldi tartózkodása alatti magánya, anyja 1898-as halála és nővére, Liisa néhány évvel korábbi elhunyta mély nyomokat hagyott lelkében
. A századfordulón a livóniai Haavakivibe költözött, itt bátyja farmján volt házvezetőnő. Később a Postimees című lap szerkesztője volt. 1906-tól mint szabadúszó író és fordító dolgozott. 1909-ben költözött Tartuba, ahol haláláig visszavonultan élt. Mint az észt irodalom egyik legelismertebb költője hunyt el, sírja a tartui Raadi temetőben található.
Költőként 1886-ban debütált. 1888 és 1897 közt három kötetben jelentek meg versei Luuletused címen. Ezt követte 1906-ban a Lained, 1910-ben a Ristlainetes című kötet. Põhjamaa lapsed (1913) című kötete az észt irodalomban addig ismeretlen intenzitású és hitelességű szerelmes verseket tartalmazott.
1920-ban jelent meg a Meie päevist, amely már társadalomkritikus alkotásokat is tartalmazott. Anna Haava luuletuskogu című verses antológiája 1924-ben került az olvasók elé. Ezt követte a Siiski on elu ilus (1930), a Laulan oma eesti laulu (1935) és a Järelpõiming (1936). Észt zeneszerzők számos költeményét zenésítették meg. Prózában is alkotott, összegyűjtött aforizmái 1911-ben jelentek meg Peotäis tõtt címen. Gyermekkoráról szól Väikesed pildid Eestist (1911) című kötete. Önéletrajza csak 2006-ban, posztumusz jelent meg Mälestusi Laanekivi Manni lapsepõlvest címen. 
Fordítói tevékenysége is jelentős, számos klasszikust fordított észt nyelvre, köztük William Shakespeare-t, Franz Grillparzert, Hugo von Hofmannsthalt, Goethét, Friedrich Schillert, Hans Christian Andersen meséit, orosz irodalmat, valamint ókori görög színdarabokat.

## Fordítás
- Ez a szócikk részben vagy egészben  az   Anna Haava című német Wikipédia-szócikk ezen változatának fordításán alapul.  Az eredeti cikk szerkesztőit annak laptörténete sorolja fel. Ez a jelzés csupán a megfogalmazás eredetét és a szerzői jogokat jelzi, nem szolgál a cikkben szereplő információk forrásmegjelöléseként.